# Oposición oficial (Reino Unido)
La Muy Leal Oposición de Su Majestad (del inglés: His Majesty's Most Loyal Opposition), o también Oposición Oficial (del inglés: Official Opposition) del Reino Unido, corresponde habitualmente al partido político con la segunda mayor representación en la Cámara de los Comunes, siendo el partido con la mayor representación al que le corresponderá representar al Gobierno de Su Majestad. Tras las Elecciones Generales del Reino Unido de julio de 2024, la Oposición Oficial la ocupa el Partido Conservador. Es dirigida por el líder de la oposición.

## Orígenes
La denominación Oposición de Su Majestad (del inglés: His/Her Majesty's Opposition [dependiendo de si es Rey o Reina]) fue acuñada en 1826, antes del advenimento del actual sistema bipartidista, cuando el Parlamento se dedicaba más a intereses alejados de la política, pese a ya existir formaciones como los Tories y los Whigs. Durante el transcurso de una sesión plenaria en la Cámara de los Comunes, John Hobhouse, 1.er Barón de Broughton, increpó a George Canning, en aquel momento Ministro de Asuntos Exteriores, diciéndole que

Se dice que les es difícil a los Ministros de Su Majestad tomar decisiones en este camino, pero es aún más difícil para la Oposición de Su Majestad obligarles a hacerlo.

Tal expresión fue muy bien acogida y fue utilizada desde entonces.

## Días de la Oposición
Mientras que la mayoría de días en la Cámara de los Comunes se reservan para asuntos gubernamentales, veinte días de cada sesión parlamentaria están a disposición de los partidos de la Oposición. De estos días, diecisiete son para el líder de la oposición, y tres para los líderes de los partidos minoritarios o terciarios. En las últimas legislaturas, se ha tratado del Partido Liberal-Demócrata, pese a haber estado integrado en el Gobierno de Su Majestad junto con el Partido Conservador entre 2010 y 2015.

## Líder de la Oposición
El líder de la Muy Leal Oposición de Su Majestad es considerado como el primer ministro en espera. Recibe, aparte del salario correspondiente a un Miembro del Parlamento, un salario extra establecido por ley, y dietas correspondientes a un ministro, así como la pertenencia al Consejo Privado. Desde 1915, el líder de la Oposición siempre ha sido también miembro de la Cámara de los Comunes. Antes de esto, un miembro de la Cámara de los Lores cumplía esa función.
Existe la tradición de que el partido en la oposición componga un Gabinete alternativo, o Gabinete en la Sombra (Shadow cabinet), que representaría la alternativa de composición de Gobierno.
A pesar de que nunca ha habido controversia respecto a quién debe ocupar el cargo, bajo el Acta Ministerial de 1975, el/la Lord/Lady Speaker (presidente de la Cámara) decide oficialmente la identidad del líder de la Oposición.
El actual líder de la Oposición es Keir Starmer, elegido líder del Partido Laborista el 4 de abril de 2020.

## Preguntas ministeriales

### Preguntas al primer ministro
La más destacada función del Líder de la oposición es la sesión de preguntas al primer ministro (PMQs). Se desarrollan en una sesión de treinta minutos las tardes de los miércoles, en sesión parlamentaria. El líder de la oposición tiene seis preguntas, que suele dividir en dos bloques. Los demás miembros de la Oposición sin función gubernamental (llamados backbenchers), tienen también derecho a preguntar al primer ministro. Por convención, el resto del Gabinete en la Sombra no hace preguntas al primer ministro en esta sesión.

### Preguntas a los ministros
Todos los departamentos del Gobierno se someten a preguntas en ambas Cámaras. Como en las PMQs, se pregunta a cada ministro o Jefe de Departamento, y el resto de miembros tiene también derecho a preguntar. Esto se hace desde los Departamentos en la sombra hacia los departamentos oficiales del Gobierno. Por lo tanto, cada miembro del Gobierno tiene un par en el Gobierno en la sombra o Shadow Government

## Disposición
Como es habitual en el Sistema Westminster, el Gobierno y sus aliados se sientan a la derecha del Lord Speaker, mientras que la Oposición ocupa los asientos de la izquierda. En la actualidad, los Conservadores se sientan a la derecha, y los miembros de la Oposición (Laboristas y otras minorías) ocupan los asientos de la izquierda.